# Coleophora aleramica
Coleophora aleramica là một loài bướm đêm thuộc họ Coleophoridae. Nó được tìm thấy ở miền trung and tây nam châu Âu, Tiểu Á và Cận Đông.
Chiều dài cánh trước khoảng 5 mm đối với con đực and 4.5 mm đối với con cái. Con trưởng thành bay on flowering Trifolium species.